# المحرر (صحيفة لبنانية)
جريدة المحرر كانت صحيفة يومية سياسية بارزة تصدر في لبنان.